# بوباكار سيسوكو
بوباكار سيسوكو (6 ديسمبر 1994 في السنغال - ) هو لاعب كرة قدم سنغالي يلعب كلاعب وسط لعب سابقاً في نادي الثقبة . 

## وصلات خارجية
بوباكار سيسوكو على موقع قاعدة بيانات كرة القدم.إي يو (الإنجليزية)
- بوباكار سيسوكو على موقع ناشيونال فوتبول تيمز (الإنجليزية)
- بوباكار سيسوكو على موقع Soccerway.com (الإنجليزية)